# Georg Engelbrecht (Jurist)
Georg Engelbrecht, 1684 geadelt als Georg von Engelbrechten, (* 6. Januar 1626 in Greifswald; † 12. Oktober 1693 in Wismar) war ein deutscher Jurist und Richter am Wismarer Tribunal.

## Leben
Georg Engelbrecht entstammte dem Greifswalder Patriziergeschlecht der Engelbrechten und war der Sohn des Kaufmanns Jürgen Engelbrecht. Er studierte von 1643 bis 1645 an der Universität Rostock und anschließend bis 1647 an der Universität Königsberg. Nach einem mehrere Monate dauernden Aufenthalt in Greifswald ging er im Dezember 1647 an die Universität Leiden. Im folgenden Jahr bereiste er die Schweiz, wo er sich längere Zeit in Genf aufhielt. 1649 wurde er auf einer Reise durch Italien und Sizilien seiner Wertsachen beraubt. Fast das ganze Jahr 1650 hielt er sich in Paris auf. 1651 kehrte er nach Greifswald zurück, wo er im folgenden Jahr promoviert wurde. 1653 reiste er zum Krönungsreichstag für Ferdinand IV. nach Regensburg und anschließend nach Wien.
Wieder nach Schwedisch-Pommern zurückgekehrt, wurde er 1653 als außerordentlicher Professor der Rechte an die Universität Greifswald berufen. 1660 wurde er ordentlicher Professor und im selben Jahr Rektor der Universität. Am 3. September 1663 wurde er zum Assessor am Greifswalder Hofgericht ernannt und 1664 an das Wismarer Tribunal berufen.
Während des Nordischen Krieges verließ er 1675 mit seiner Familie Wismar und lebte fünf Jahre in Lübeck. Nach der Wiederherstellung des Tribunals kehrte er auf seine frühere Stelle zurück. 1681 wurde er zum Direktor des Konsistoriums ernannt und übernahm die Vertretung des vom schwedischen König anderweitig eingesetzten Vizepräsidenten Joachim Rüdiger von Owstin.
Am 17. März 1684 wurde er von König Karl XI. in den schwedischen Adelsstand erhoben und führte seitdem den Namen von Engelbrechten.

## Familie
Georg Engelbrecht war in erster Ehe seit 1656 mit Barbara Wolffradt (1640–1660) verheiratet, der Tochter des Stralsunder Ratsherrn Bernd/Behrend Wulfradt (ab 1647: Behrend von Wolffradt). Seine zweite Ehe schloss er 1663 mit Elisabeth Mevius, der ältesten Tochter von David Mevius.
Der ersten Ehe entstammte der Sohn Georg Bernhard von Engelbrechten (1658–1730), der Kanzler für das Reichsterritorium der Herzogtümer Bremen-Verden wurde. Sein Sohn Joachim Friedrich von Engelbrechten (1677–1740) wurde Regierungsrat in Schwedisch-Pommern.